# Great Expectations (album)
Great Expectations – dwudziesty trzeci album studyjny Michaela Rose’a, jamajskiego wykonawcy muzyki reggae.
Płyta została wydana w roku 2008 przez brytyjską wytwórnię Rhythm Club Records. Produkcją krążka zajęli się Paul Fox i Gerald McCarthy. Podkład muzyczny w postaci elektronicznych riddimów zapewnił Toyin "Shadows of Black" Agbetu. Dodatkowe partie instrumentalne zagrali Felipe "Souljah" Mendes (gitara) oraz Keru "Jonah" Dan (bongosy), natomiast chórki zaśpiewała Helen Fox.

## Lista utworów
1. "Momento"
2. "This Fire Burns (When I Pray)"
3. "Great Expectations"
4. "Pictures In My Mind"
5. "Money"
6. "Big Ting"
7. "In Trouble Again"
8. "Freedom"
9. "Fire"
10. "Surfing"
11. "How Would You Feel"
12. "Mama Africa (Prayer For Dafur)"